# Plectrothrips antennatus
Plectrothrips antennatus är en insektsart som beskrevs av Ian A. Hood 1908. Plectrothrips antennatus ingår i släktet Plectrothrips och familjen rörtripsar. Inga underarter finns listade i Catalogue of Life.